# 강릉 하시동 고분군
강릉 하시동 고분군(江陵 下詩洞 古墳群)은 대한민국 강원특별자치도 강릉시 강동면에 있는 고분군이다. 1973년 7월 31일 강원특별자치도의 기념물 제18호로 지정되었다.

## 개요
풍호라는 호수를 끼고 바다를 바라보고 있는 얕은 언덕에 위치한 무덤이다.
무덤의 내부구조를 보면 돌덧널(석곽)을 만들고 시신을 위에서 아래로 넣은 구덩식돌덧널무덤(수혈식석곽묘)이다. 돌덧널 안에는 시신을 안치하는 으뜸덧널(주곽)과 껴묻거리(부장품)만 넣는 딸린덧널(부곽)로 구분된다. 출토 유물로는 목긴항아리(장경호)·굽다리접시(고배) 등이 있다.
하시동 무덤들은 그 구조와 유물을 종합해 볼 때 삼국시대에 만들어진 것으로 생각되는 곳이다.

## 참고 자료
- 하시동고분군 - 국가유산청 국가유산포털